# Лундберг, Мартин
Мартин Лундберг (швед. Martin Lundberg; 7 июня 1990, Шеллефтео, Швеция) — шведский хоккеист, нападающий. Игрок клуба АХЛ «Рокфорд Айсхогс» и сборной Швеции по хоккею с шайбой.

## Биография
Мартин Лундберг — воспитанник клуба «Шеллефтео». На протяжении 10 лет выступал за клуб на различных уровнях. В высшей лиге впервые сыграл в 2007 году. Двукратный чемпион, четырёхкратный серебряный призёр в составе команды. Участник двух розыгрышей Лиги Чемпионов (2014/15, 2015/16). 24 мая 2016 года подписал контракт новичка с клубом «Чикаго Блэкхокс». Выступал на юниорских и молодёжных уровнях за сборную Швеции. На чемпионате мира дебютировал в 2016 году.